# Spirembolus demonologicus
Spirembolus demonologicus là một loài nhện trong họ Linyphiidae.
Loài này thuộc chi Spirembolus. Spirembolus demonologicus được miêu tả năm 1925 bởi Crosby.